# 개모성
개모성(蓋牟城)은 중국 랴오닝성 심양시에 위치한 고구려 때 축조된 성이다.
고구려 요동의 주요 성 중 하나로 645년, 고당 전쟁 때 당나라에 함락되어 잠시 개주로 편입되었고, 이때 2만 여명의 포로와 10만 여석의 양곡 있었다고 한다. 668년, 고구려가 멸망한 후에는 개모주(蓋牟州)를 설치했다.